# Volker Eckert
Volker Eckert (1 juli 1959 - 2 juli 2007) was een Oost-Duitse vrachtwagenchauffeur en seriemoordenaar die zes moorden bekend heeft, waarvan vijf op prostituees. Hij werd verdacht van minimaal dertien moorden, begaan tussen 1974 en 2006 in Frankrijk, Spanje en Duitsland. Zijn modus operandi was met name gericht op verwurging.

## Arrestatie
Eckert werd op 17 november 2006, gearresteerd in Keulen, nadat het Spaanse gerecht een Europees arrestatiebevel had uitgeschreven. Hij werd gezocht vanwege de wurging van de Bulgaarse prostituee Miglena Petrova in Barcelona. Hij werd herkend dankzij beelden op een beveiligingscamera. De politie vond plukken haar en foto's van zijn slachtoffers terwijl ze vastgebonden waren of onderworpen werden aan verschillende methodes van marteling in Eckerts vrachtwagen en huis. Daarop stond ook Petrova. Daarnaast bewaarde hij hun ondergoed. De politie kon nagaan waar hij allemaal geweest was dankzij het navigatiesysteem in zijn vrachtwagen. Op zijn strafblad stond al een gevangenisstraf voor de moord op een 14-jarig meisje in Plauen. Eckert was destijds vijftien jaar oud.

## Overlijden
Eckert werd op 2 juli 2007 dood gevonden in zijn cel in Bayreuth, waarin hij zelfmoord pleegde. Na zijn dood vond de politie aanwijzingen dat Eckert nog minimaal zeven andere vrouwen had vermoord.

## Bekentenis & verdere verdenkingen
Eckert bekende moorden op:
- Sandra Osifo (21) - een Nigeriaanse prostituee in Chermignac (Frankrijk) op 25 juni 2001
- Beatriz Díaz Muñoz (24) - een prostituee in Maçanet de la Selva (Spanje) op 9 oktober 2001
- Mariy Veselova - een Russische prostituee in Sant Sadurní d'Osormort (Spanje) op 1 maart 2006
- Agnieszka Bos (28) - een Poolse prostituee in Reims (Frankrijk) op 2 oktober 2006
- Miglena Petrova Rahim (20) - een Bulgaarse prostituee in Hostalric (Spanje) op 2 november 2006

Tevens heeft de politie in de volgende moorden zeer sterke aanwijzingen dat Eckert betrokken is:
- Benedicta Edwards (23) - een Sierra Leoonse prostituee in Troyes (Frankrijk) in augustus 2002
- een ongeïdentificeerde prostituee in Pilsen (Tsjechië) in juni 2003
- Ahhiobe Gali (25) - een Ghanese prostituee in Rezzato (Italië) op 5 september 2004

Eckerts naam wordt ook in verband gebracht met:
- twee slachtoffers in Tsjechië in de midden jaren 90
- één slachtoffer in Frankrijk in februari 2005